# Elmia

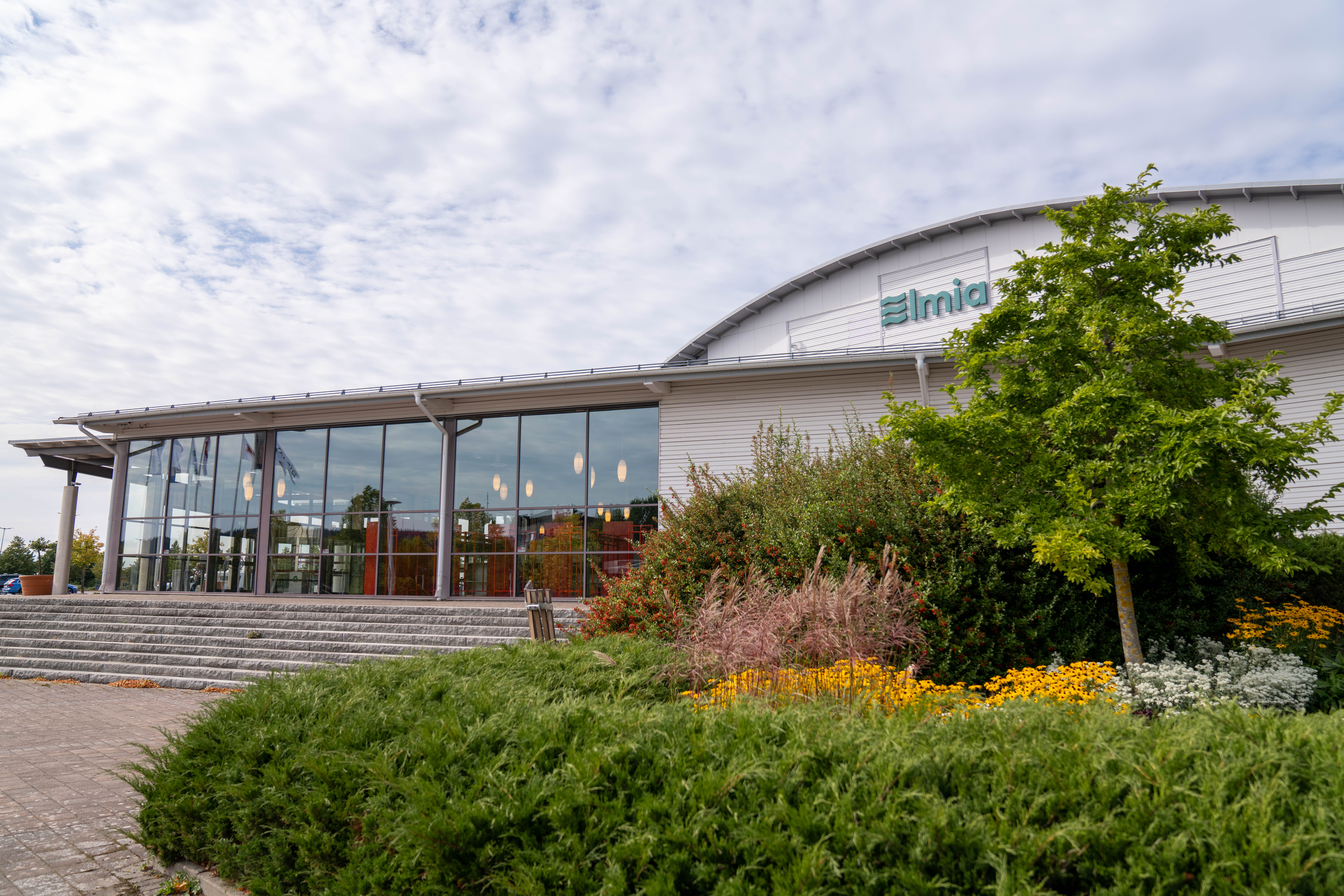
Elmia, norra entrén

Elmia AB är ett mässbolag i Jönköping som arrangerar möten, mässor, event, kongresser och konferenser.
Företaget arrangerar både fackmässor för olika branscher och publika mässor inom olika intresseområden.
Elmia AB grundades 1961 och ägs av Jönköpings kommun genom det kommunala bolaget Jönköping Rådhus AB. Fastigheterna ägs direkt av kommunen varav 34 000 kvm är mässhallar och 300 000 kvm är utomhusyta. 

## Historik
1958 ordnades Europeiska Lantbruksmässan Axvalla (ELMA) i Axvall i Västergötland. Året därpå arrangerade Hushållningssällskapet Rikslantbruksmötet (RILA) vid Rosenlund i Jönköping. Organisationschef för RILA var Eric Hållander, som haft samma funktion i ELMA.
Från 1961 har jord- och skogsbruksmässan i Jönköping hetat ELMIA, där I stod för "Industri". Numera är förkortningen en akronym. Med tiden har verksamheten vuxit, och Elmia AB arrangerar numera 40-50 olika  mässor och event årligen, inom olika affärsområden. Elmia är Nordens största mässarrangör till ytan med ett utomhusområde som spänner över hela 300 000 kvm. Därtill kommer 5 hallar om 45 000 kvm samt konsert och kongresshus som kan ta emot 2000 gäster i olika stora lokaler, för konferenser, kongresser och konserter. 

## Mässor i egen regi
- Elmia Svets och Fogningsteknik
- Elmia Lastbil
- Elmia Game Fair
- Elmia Garden
- Elmia Husvagn Husbil
- Elmia Lantbruk
- Elmia Infra Rail
- Elmia Park
- Elmia Subcontractor (underleverantörer inom verkstadsindustrin)
- Elmia Wood
- Elmia 3D
- Elmia Solar
- Elmia Hund
- Entreprenad Live
- Elmia Produktionsmässor
- Elmia Plåt
- Elmia Polymer
- Elmia Verktygsmaskiner
- På Väg
- VA-mässan

Elmia Husvagn Husbil, Elmia Lastbil och Elmia Lantbruk är bland de som tar upp det mesta av ytan. 

## Andra arrangemang
Utöver egna mässor och event där namnet ELMIA förekommer, arrangeras event såsom Glitched (LAN), Sportfiskemässan, Nordic Profile, Custom Motor Show (även kallad Påskmässan, med cirka 90 000 besökare), Jönköping Horse Show etc.